# Delias mariae
Delias mariae is een vlindersoort uit de familie van de Pieridae (witjes), onderfamilie Pierinae.
Delias mariae werd in 1916 beschreven door Joicey & Talbot.